# Leszek Kuriata
Leszek Kuriata – twórca i autor tekstów Kabaretu Rżysko, z którym zdobył m.in. "Złotą Szpilkę" na Biesiadach Humoru i Satyry w Lidzbarku Warmińskim i wyróżnienie na Krakowskim Przeglądzie Kabaretów PaKA. Indywidualnie zdobył w kwietniu 1998 roku tytuł „Wicekróla Łgarzy” na ogólnopolskim przeglądzie satyryków w Bogatyni, organizowanym pod patronatem radiowej „Trójki”. Kilkakrotnie występował w programie satyrycznym „HBO – Na Stojaka”, a także w emitowanej przez TV "Polsat" - "Lidze Mistrzów Śmiechu". Wraz z kabaretem występował dla Polonii w Chicago i we Lwowie. Współpracuje z Polskim Radiem Opole. Organizator "O!Polskich Wieczorów Kabaretowych", które odbywają się w ostatni weekend października w Nyskim Domu Kultury.